# Sinzos
Sinzos est une commune française située dans le nord du département des Hautes-Pyrénées, en région Occitanie.
Sur le plan historique et culturel, la commune est dans l’ancien comté de Bigorre, comté historique des Pyrénées françaises et de Gascogne. Exposée à un climat océanique altéré, elle est drainée par l'Arrêt-Darré et par divers autres petits cours d'eau. La commune possède un patrimoine naturel remarquable composé d'une zone naturelle d'intérêt écologique, faunistique et floristique.
Sinzos est une commune rurale qui compte 136 habitants en 2022, après avoir connu un pic de population de 294 habitants en 1806. Elle fait partie de l'aire d'attraction de Tarbes..

## Géographie

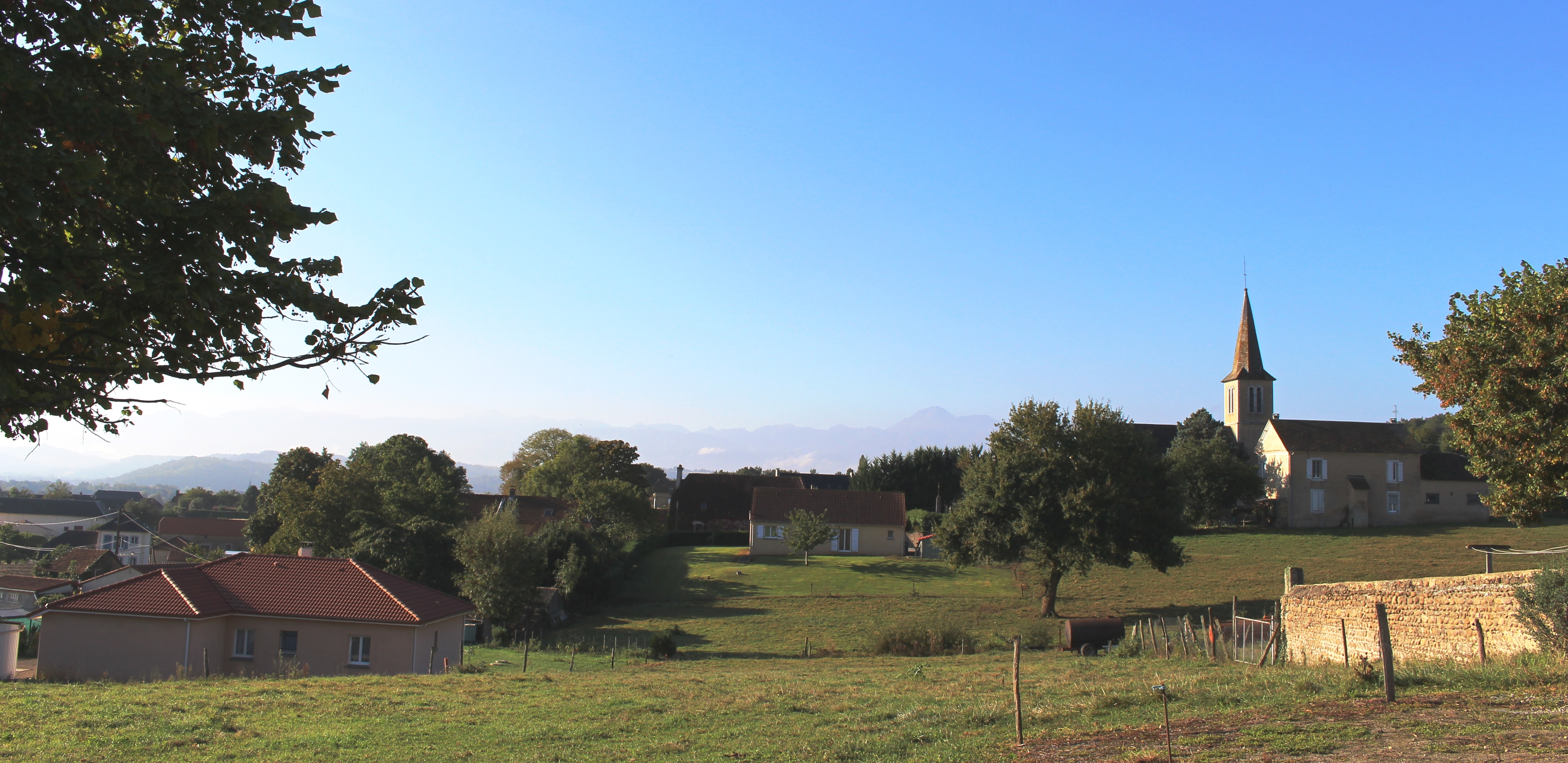
Vue du bourg.

### Localisation
La commune de Sinzos se trouve dans le département des Hautes-Pyrénées, en région Occitanie.
Elle se situe à 12 km à vol d'oiseau de Tarbes, préfecture du département, et à 4 km de Tournay, bureau centralisateur du canton de la Vallée de l'Arros et des Baïses dont dépend la commune depuis 2015 pour les élections départementales.
La commune fait en outre partie du bassin de vie de Tournay.
Les communes les plus proches sont : 
Gonez (1,7 km), Bordes (1,8 km), Moulédous (1,9 km), Lhez (2,2 km), Clarac (2,4 km), Peyraube (2,9 km), Coussan (3,0 km), Goudon (3,1 km).
Sur le plan historique et culturel, Sinzos fait partie de l’ancien comté de Bigorre, comté historique des Pyrénées françaises et de Gascogne créé au IXe siècle puis rattaché au domaine royal en 1302, inclus ensuite au comté de Foix en 1425 puis une nouvelle fois rattaché au royaume de France en 1607. La commune est dans le pays de Tarbes et de la Haute Bigorre.

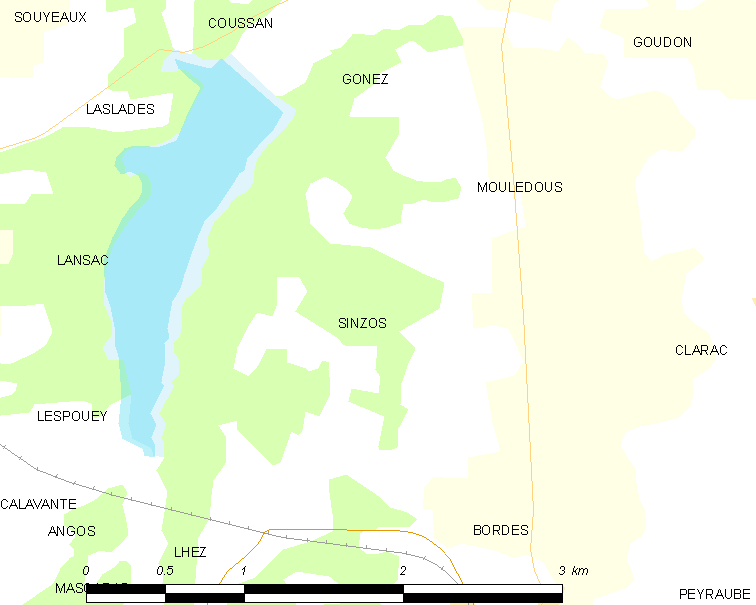
Carte de la commune de Sinzos et des proches communes.

| Laslades | Gonez  | Moulédous          |
| Lansac   | Sinzos | Clarac (sur 100 m) |
| Lespouey | Bordes |                    |

### Hydrographie
La commune est dans le bassin de l'Adour, au sein du bassin hydrographique Adour-Garonne. Elle est drainée par l'Arrêt-Darré et par divers petits cours d'eau, constituant un réseau hydrographique de 5 km de longueur totale,.
L'Arrêt-Darré, d'une longueur totale de 25,5 km, prend sa source dans la commune de Pouzac et s'écoule vers le nord. Il traverse la commune et se jette dans l'Arros à Goudon, après avoir traversé 23 communes.

### Climat
Le climat est tempéré de type océanique, en raison de l'influence proche de l'océan Atlantique situé à peu près 150 km plus à l'ouest. La proximité des Pyrénées fait que la commune profite d'un effet de foehn, il peut aussi y neiger en hiver, même si cela reste inhabituel.
| Mois                              | jan.  | fév.  | mars  | avril | mai   | juin  | jui.  | août  | sep.  | oct.  | nov.  | déc.  | année   |
| --------------------------------- | ----- | ----- | ----- | ----- | ----- | ----- | ----- | ----- | ----- | ----- | ----- | ----- | ------- |
| Température minimale moyenne (°C) | 0,6   | 1,3   | 2,7   | 5,2   | 8,3   | 11,6  | 14,1  | 13,9  | 11,7  | 8     | 3,6   | 1,3   | 6,9     |
| Température moyenne (°C)          | 5,3   | 6,1   | 7,8   | 10    | 13,3  | 16,7  | 19,3  | 19    | 17,2  | 13,3  | 8,5   | 5,8   | 11,9    |
| Température maximale moyenne (°C) | 9,9   | 11    | 12,9  | 14,8  | 18,3  | 21,7  | 24,5  | 24    | 22,6  | 18,6  | 13,4  | 10,4  | 16,8    |
| Ensoleillement (h)                | 108,8 | 118,8 | 155,6 | 157,2 | 181,3 | 191,5 | 215,5 | 196,4 | 194,5 | 164,4 | 124,4 | 104,4 | 1 912,8 |
| Précipitations (mm)               | 112,8 | 97,5  | 100,2 | 105,7 | 113,6 | 80,7  | 57,3  | 70,3  | 71    | 85,2  | 93    | 112,1 | 1 099,4 |

### Milieux naturels et biodiversité

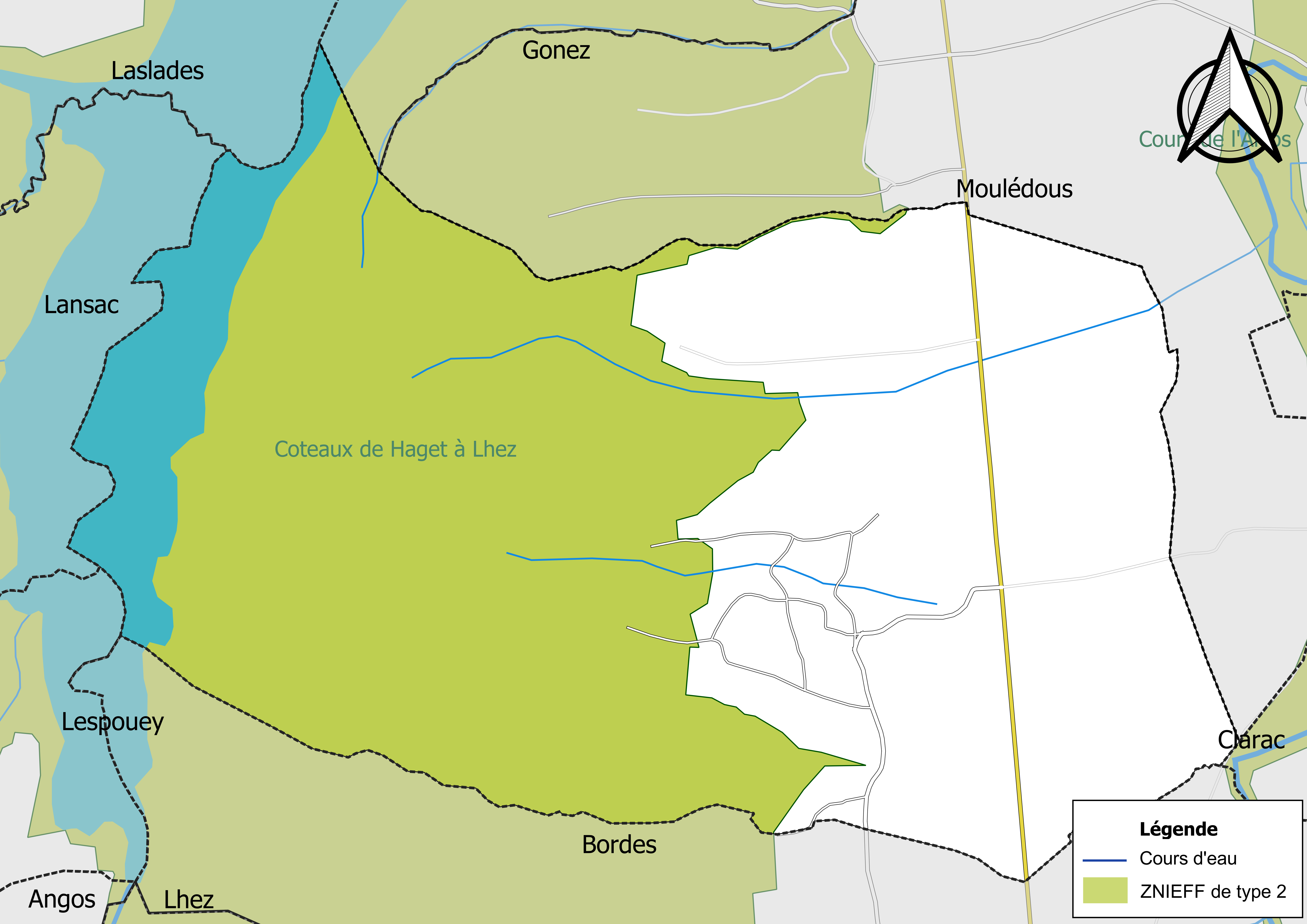
Carte de la ZNIEFF de type 2 localisée sur la commune.

L’inventaire des zones naturelles d'intérêt écologique, faunistique et floristique (ZNIEFF) a pour objectif de réaliser une couverture des zones les plus intéressantes sur le plan écologique, essentiellement dans la perspective d’améliorer la connaissance du patrimoine naturel national et de fournir aux différents décideurs un outil d’aide à la prise en compte de l’environnement dans l’aménagement du territoire.
Une ZNIEFF de type 2 est recensée sur la commune :
les « coteaux de Haget à Lhez » (4 261 ha), couvrant 32 communes dont quatre dans le Gers et 28 dans les Hautes-Pyrénées.

## Urbanisme

### Typologie
Au 1er janvier 2024, Sinzos est catégorisée commune rurale à habitat dispersé, selon la nouvelle grille communale de densité à sept niveaux définie par l'Insee en 2022.
Elle est située hors unité urbaine. Par ailleurs la commune fait partie de l'aire d'attraction de Tarbes, dont elle est une commune de la couronne,. Cette aire, qui regroupe 153 communes, est catégorisée dans les aires de 50 000 à moins de 200 000 habitants,.

### Occupation des sols
L'occupation des sols de la commune, telle qu'elle ressort de la base de données européenne d’occupation biophysique des sols Corine Land Cover (CLC), est marquée par l'importance des territoires agricoles (59,1 % en 2018), une proportion sensiblement équivalente à celle de 1990 (59,2 %). La répartition détaillée en 2018 est la suivante : 
forêts (35 %), terres arables (25,9 %), zones agricoles hétérogènes (23,4 %), prairies (9,8 %), eaux continentales (5,8 %).
L'IGN met par ailleurs à disposition un outil en ligne permettant de comparer l’évolution dans le temps de l’occupation des sols de la commune (ou de territoires à des échelles différentes). Plusieurs époques sont accessibles sous forme de cartes ou photos aériennes : la carte de Cassini (XVIIIe siècle), la carte d'état-major (1820-1866) et la période actuelle (1950 à aujourd'hui).

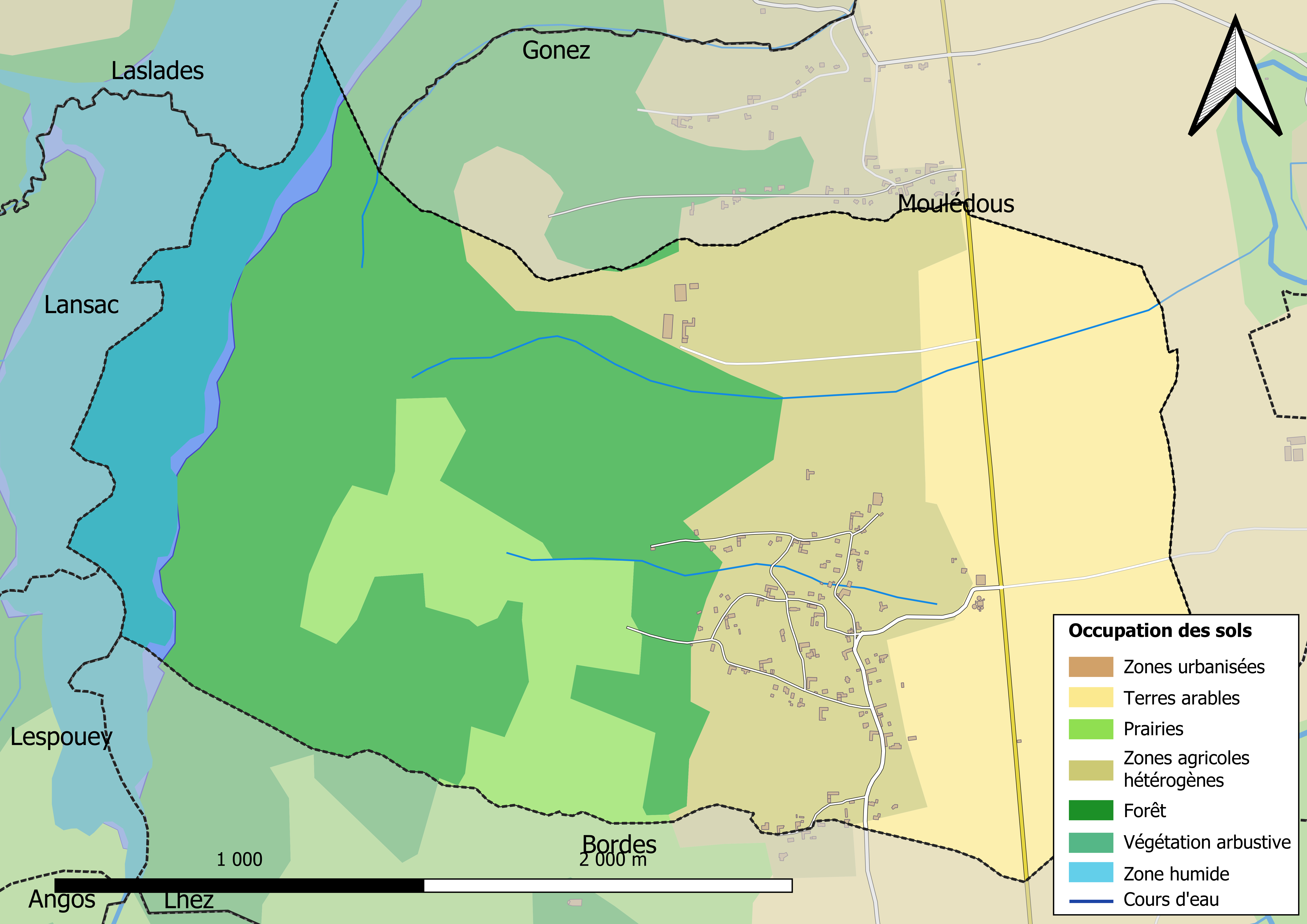
Carte des infrastructures et de l'occupation des sols en 2018 (CLC) de la commune.
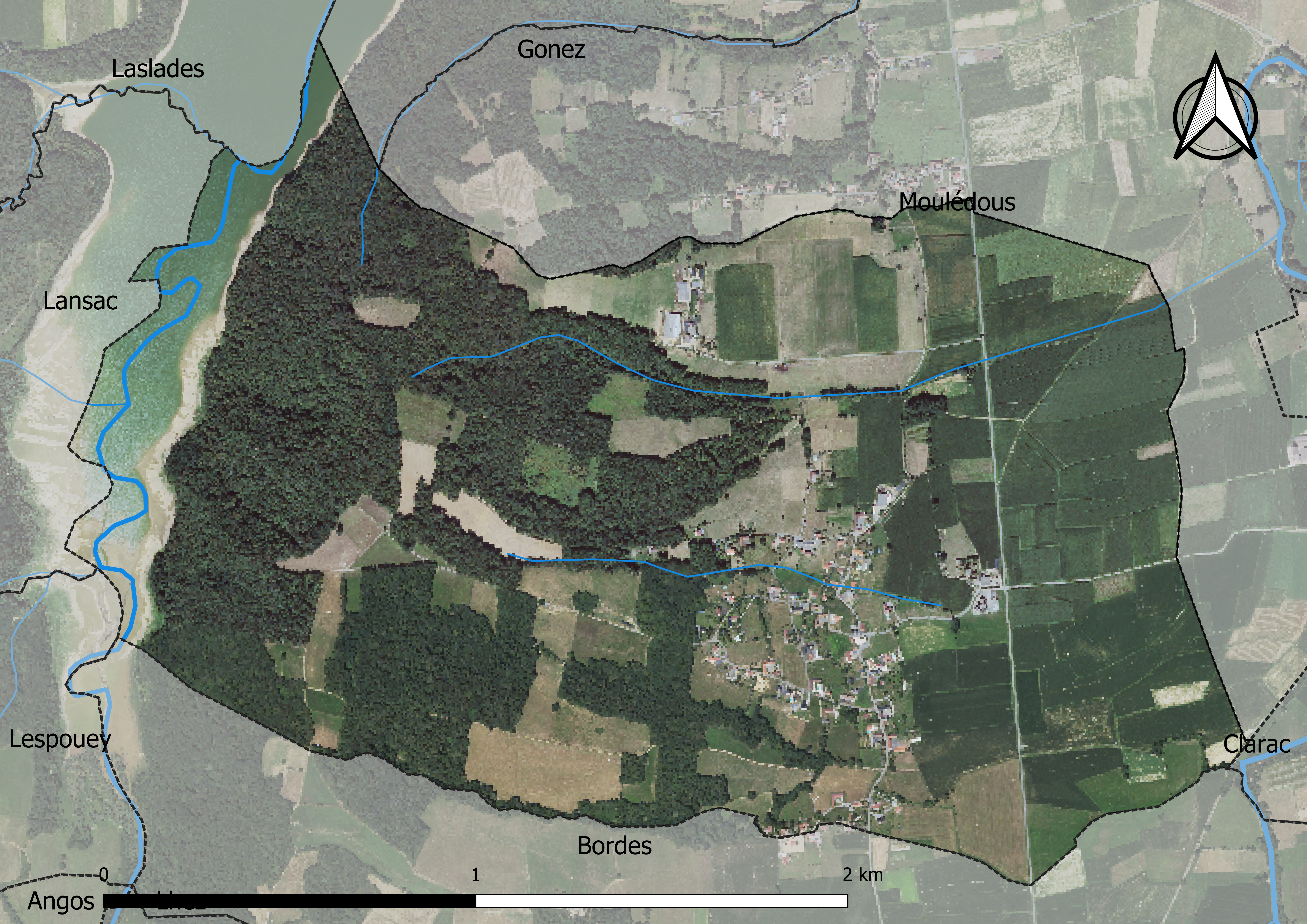
Carte orthophotogrammétrique de la commune.

### Logement
En 2012, le nombre total de logements dans la commune est de 70.
Parmi ces logements, 85,0 % sont des résidences principales, 5,5 % des résidences secondaires et 9,5 % des logements vacants.

### Voies de communication et transports
Cette commune est desservie par les routes départementales D 14 et D 514.

### Risques majeurs
Le territoire de la commune de Sinzos est vulnérable à différents aléas naturels : météorologiques (tempête, orage, neige, grand froid, canicule ou sécheresse), inondations, mouvements de terrains et séisme (sismicité modérée). Un site publié par le BRGM permet d'évaluer simplement et rapidement les risques d'un bien localisé soit par son adresse soit par le numéro de sa parcelle.
Certaines parties du territoire communal sont susceptibles d’être affectées par le risque d’inondation par débordement de cours d'eau, notamment l'Arrêt-Darré. La cartographie des zones inondables en ex-Midi-Pyrénées réalisée dans le cadre du XIe Contrat de plan État-région, visant à informer les citoyens et les décideurs sur le risque d’inondation, est accessible sur le site de la DREAL Occitanie. La commune a été reconnue en état de catastrophe naturelle au titre des dommages causés par les inondations et coulées de boue survenues en 1982, 1999 et 2009,.
Sinzos est exposée au risque de feu de forêt. Un plan départemental de protection des forêts contre les incendies a été approuvé par arrêté préfectoral le 21 avril 2020 pour la période 2020-2029. Le précédent couvrait la période 2007-2017. L’emploi du feu est régi par deux types de réglementations. D’abord le code forestier et l’arrêté préfectoral du 27 octobre 2014, qui réglementent l’emploi du feu à moins de 200 m des espaces naturels combustibles sur l’ensemble du département. Ensuite celle établie dans le cadre de la lutte contre la pollution de l’air, qui interdit le brûlage des déchets verts des particuliers. L’écobuage est quant à lui réglementé dans le cadre de commissions locales d’écobuage (CLE)

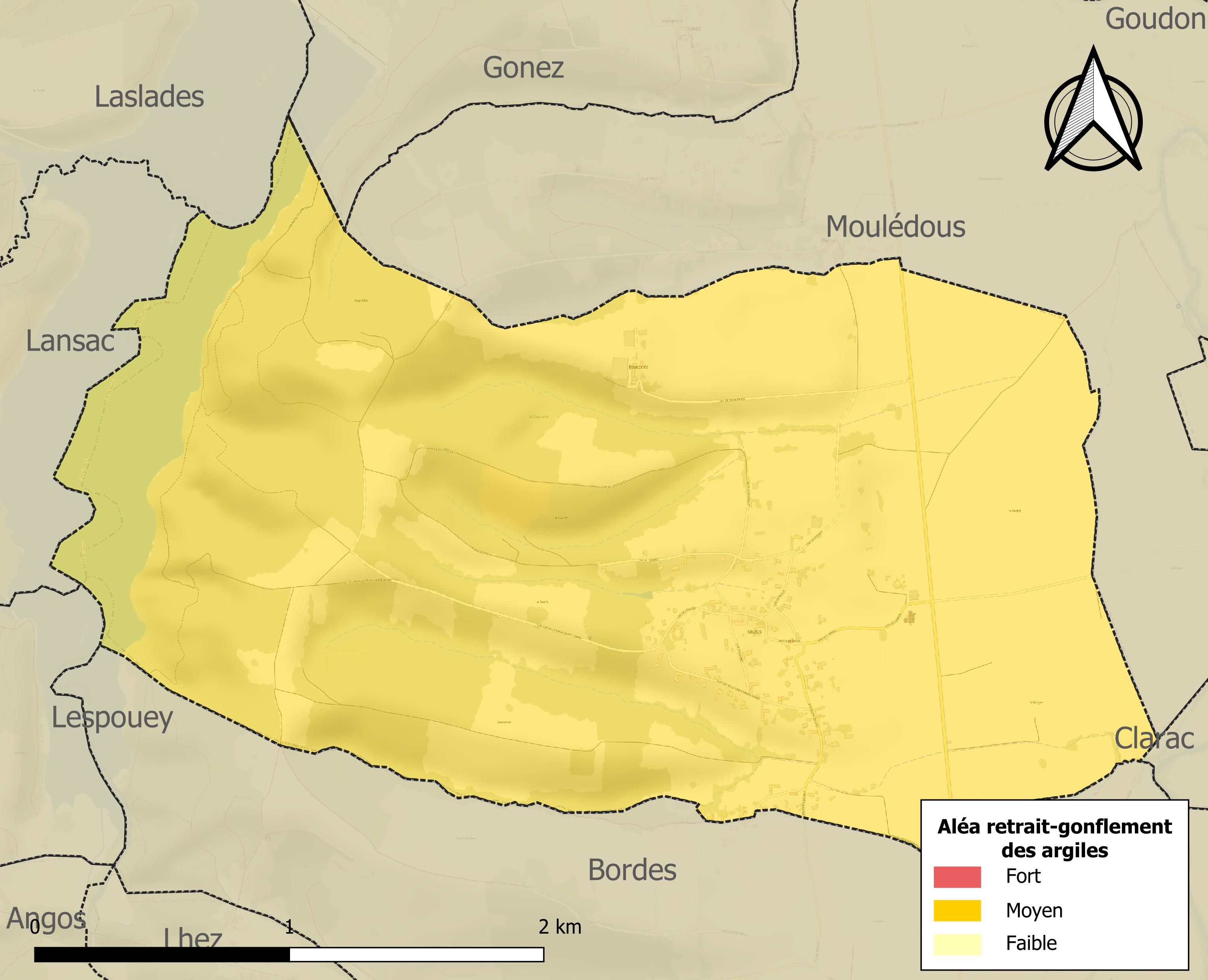
Carte des zones d'aléa retrait-gonflement des sols argileux de Sinzos.

Les mouvements de terrains susceptibles de se produire sur la commune sont des tassements différentiels.
Le retrait-gonflement des sols argileux est susceptible d'engendrer des dommages importants aux bâtiments en cas d’alternance de périodes de sécheresse et de pluie. La totalité de la commune est en aléa moyen ou fort (44,5 % au niveau départemental et 48,5 % au niveau national). Sur les 74 bâtiments dénombrés sur la commune en 2019, 74 sont en aléa moyen ou fort, soit 100 %, à comparer aux 75 % au niveau départemental et 54 % au niveau national. Une cartographie de l'exposition du territoire national au retrait gonflement des sols argileux est disponible sur le site du BRGM,.
Par ailleurs, afin de mieux appréhender le risque d’affaissement de terrain, l'inventaire national des cavités souterraines permet de localiser celles situées sur la commune.
Concernant les mouvements de terrains, la commune a été reconnue en état de catastrophe naturelle au titre des dommages causés par des mouvements de terrain en 1999.

## Toponymie

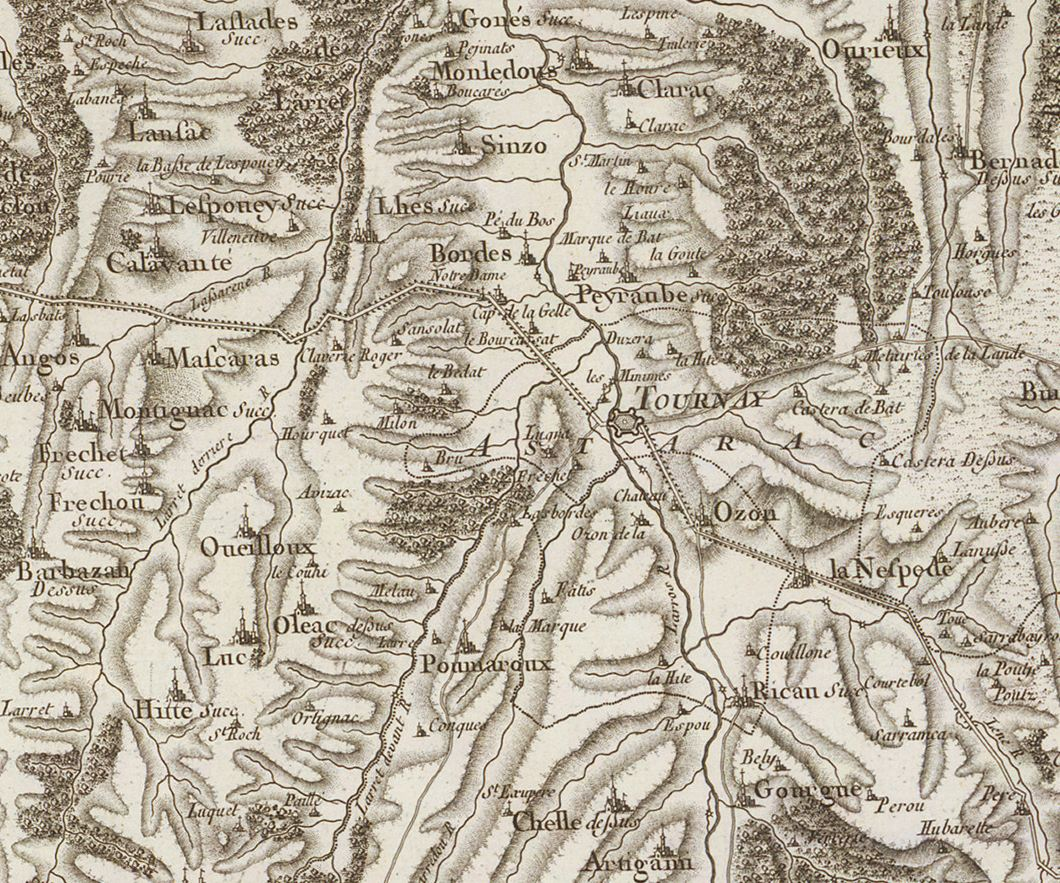
Extrait de la carte de Cassini (entre 1756 et 1789) situant Sinzos au nord-ouest de Tournay.

On trouvera les principales informations dans le Dictionnaire toponymique des communes des Hautes-Pyrénées de Michel Grosclaude et Jean-François Le Nail qui rapporte les dénominations historiques du village :
Dénominations historiques :
- De Cizolio, latin (1342, pouillé de Tarbes) ;
- de Sizolio, latin (1379, procuration Tarbes) ;
- Cisou, Sizoo, Cisoo, Sisoo (1429, censier de Bigorre) ;
- Sinzo (1718, registres paroissiaux) ;
- Sinso, Sinsos (1721-1772, ibid.) ;
- Sinzo et Sindos coexistent en 1751 dans un même acte paroissial de Mascaras ;
- Sinzo (fin XVIIIe siècle, carte de Cassini).

Nom occitan : Sindòu.

## Histoire
Le nom de Sinzos provient d'une source réputée bénéfique pour les maladies des os (« saints os »). Il s'agit du ruisseau Souric, évoqué sur le blason, qui coule dans la zone du Couret.
Le château de Boucarez (aujourd'hui disparu), appartenait aux seigneurs de Boucarez, de la famille des Seigneurs d'Angos, une branche de la maison des vicomtes de Lomagne.

Leurs armes étaient d'or, à trois corneilles de sable, becquées et membrées de gueules et un fer de lance au milieu de l'écu.
- Source : Ludovic Lalanne, Dictionnaire historique de France, 1872[22].

### XIXesiècle
Les habitants de chaque village avait un sobriquet (en patois bien sûr) donné par ceux des villages voisins. Celui des habitants de Sinzos évoque un caractère assez renfermé: en effet leurs voisins les avaient surnommés : « Ets cucos » (les blattes) ou « Ets rucats » (les recroquevillés, les cachés).

On en avait même fait une formulette : « Quan la cuco s'arruco, sanctus, amen... » (Quand la blatte se recroqueville, sanctus, amen...).
- Source : Norbert Rosapelly, 1910. Pour en savoir plus sur les autres sobriquets des villageois des Hautes-Pyrénées[23].

Pourtant, dans les années 1830, dans le contexte de la "Petite Révolution", la paroisse de Sinzos était sensible à un vent de liberté soufflé par une tentative de réforme religieuse : celle de monseigneur Chatel, fondateur de l’Église catholique française, indépendante de Rome. Celui-ci prêchait la liberté en religion. Ses positions novatrices comprenaient la permission du mariage pour les prêtres. Celui de Sinzos à l'époque a fait partie de cette Église. On ignore son nom ou s'il s'est marié. Plus de détails sur ce mouvement.

### XXesiècle
Comme le suggère le blason, les bois de Sinzos sont connus localement pour fournir une grande quantité de champignons (cèpes, tête-noire, girolles...). Aussi, dans les années 1990 a eu lieu ce que les journaux locaux ont qualifié de « Guerre des Champignons ». En effet, une année particulièrement favorable à la collecte attira par dizaines les cueilleurs « non autochtones ». Ceci ne fut pas du goût des habitants, en particulier des propriétaires terriens à qui appartiennent une grande partie des forêts. Ces derniers, excédés par des actes de vandalisme du style rupture de barbelés laissant échapper les animaux, se sont livrés à une traque des cueilleurs « indésirables » et à des actes de sabotages (pneus crevés, arbres mis en travers des routes, dépôt de lisier de porc sur les véhicules...).
Depuis, l'accès aux bois de Sinzos est réglementé et seulement autorisé aux riverains.

### Cadastre napoléonien de Sinzos
Le plan cadastral napoléonien de Sinzos est consultable sur le site des archives départementales des Hautes-Pyrénées.

## Politique et administration

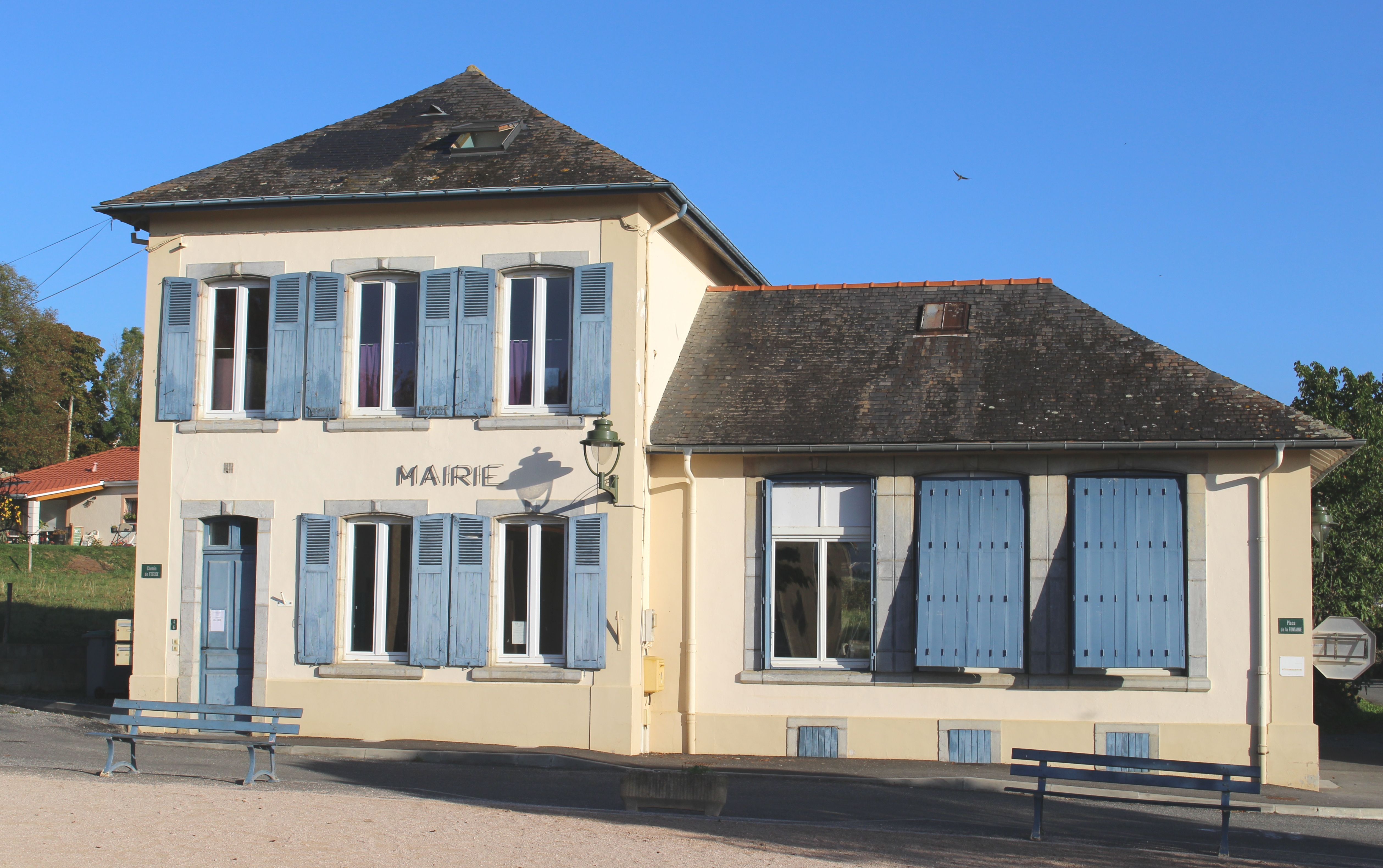
La mairie en 2016.

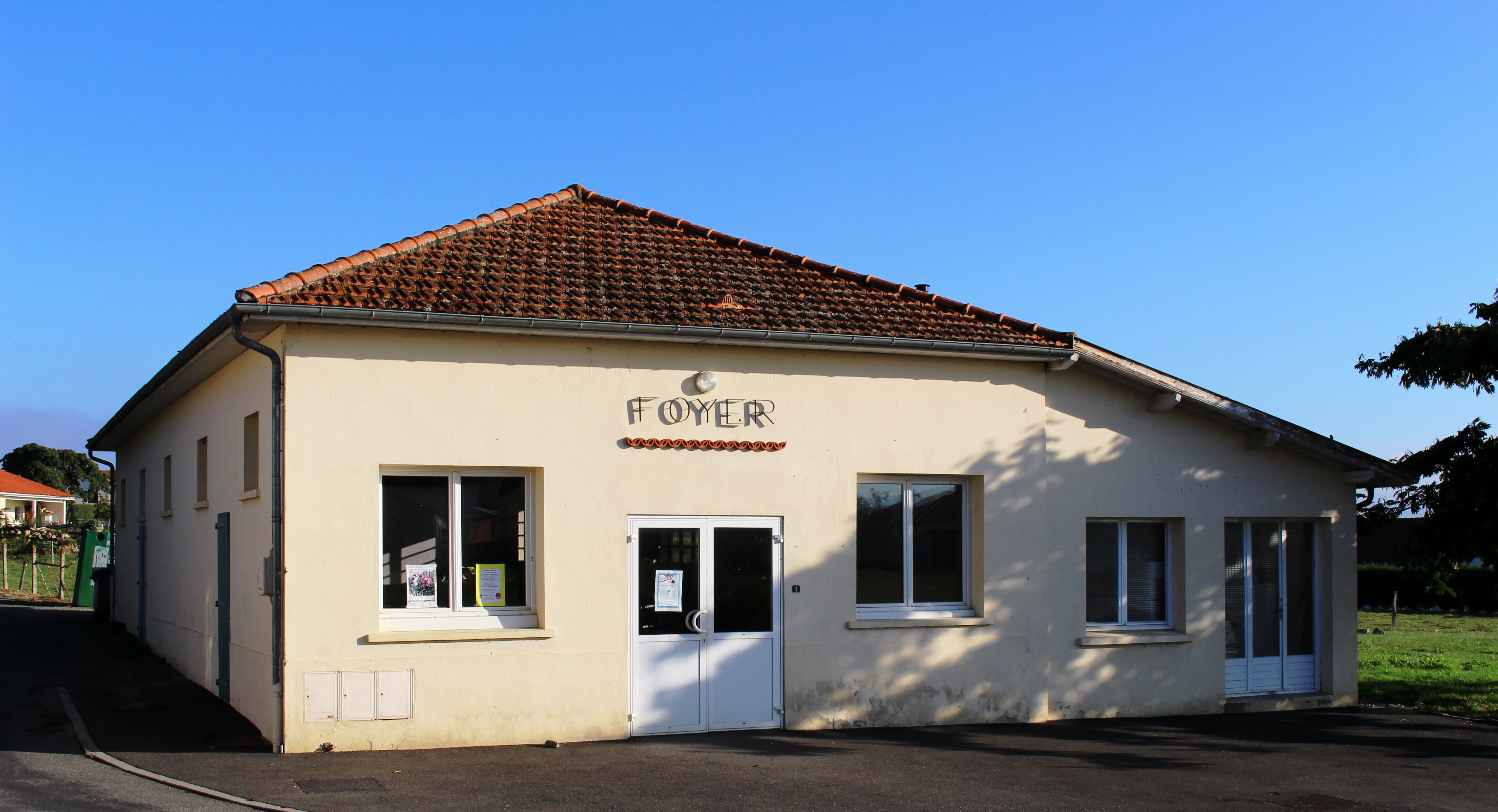
Le foyer rural en 2016.

### Liste des maires
| Période                                  | Période   | Identité             | Étiquette | Qualité |
| ---------------------------------------- | --------- | -------------------- | --------- | ------- |
| Les données manquantes sont à compléter. |           |                      |           |         |
|                                          |           |                      |           |         |
| mars 1993                                | mars 1999 | Robert Mailhe        |           | Maire   |
| mars 1999                                | mars 2005 | Jean Bernard Barrère |           | Maire   |
| mars 2005                                | En cours  | Didier Lacassagne    |           | Maire   |

### Rattachements administratifs et électoraux

#### Historique administratif
Pays et sénéchaussée de Bigorre, quarteron de  Tarbes, canton de  Tournay (depuis 1790).

#### Intercommunalité
Sinzos appartient à la communauté de communes des Coteaux du Val d'Arros créée en janvier 2017 et qui réunit 54 communes.

### Services publics
Le ramassage des ordures ménagères est réalisé depuis la fin de la décennie 1980. Avant cela la plupart des habitants procédait à l'incinération ou la mise en décharge sauvage de leurs déchets. Le village possède également le gaz de ville.

## Population et société

### Démographie

#### Évolution démographique
L'évolution du nombre d'habitants est connue à travers les recensements de la population effectués dans la commune depuis 1793. Pour les communes de moins de 10 000 habitants, une enquête de recensement portant sur toute la population est réalisée tous les cinq ans, les populations de référence des années intermédiaires étant quant à elles estimées par interpolation ou extrapolation. Pour la commune, le premier recensement exhaustif entrant dans le cadre du nouveau dispositif a été réalisé en 2008.

En 2022, la commune comptait 136 habitants, en évolution de −6,85 % par rapport à 2016 (Hautes-Pyrénées : +1,59 %, France hors Mayotte : +2,11 %).
| 1793 | 1800 | 1806 | 1821 | 1831 | 1836 | 1841 | 1846 | 1851 |
| ---- | ---- | ---- | ---- | ---- | ---- | ---- | ---- | ---- |
| 98   | 147  | 294  | 235  | 247  | 266  | 282  | 283  | 292  |

| 1856 | 1861 | 1866 | 1876 | 1881 | 1886 | 1891 | 1896 | 1901 |
| ---- | ---- | ---- | ---- | ---- | ---- | ---- | ---- | ---- |
| 279  | 268  | 276  | 246  | 260  | 236  | 207  | 185  | 190  |

| 1906 | 1911 | 1921 | 1926 | 1931 | 1936 | 1946 | 1954 | 1962 |
| ---- | ---- | ---- | ---- | ---- | ---- | ---- | ---- | ---- |
| 172  | 169  | 149  | 135  | 128  | 118  | 114  | 125  | 117  |

| 1968 | 1975 | 1982 | 1990 | 1999 | 2006 | 2008 | 2013 | 2018 |
| ---- | ---- | ---- | ---- | ---- | ---- | ---- | ---- | ---- |
| 108  | 102  | 113  | 117  | 124  | 136  | 139  | 147  | 134  |

| 2022 | - | - | - | - | - | - | - | - |
| ---- | - | - | - | - | - | - | - | - |
| 136  | - | - | - | - | - | - | - | - |

### Enseignement
La commune dépend de l'académie de Toulouse. Elle dispose d’une école en 2017.
L'école, située en plein cœur du village a proposé une classe unique (du CP au CM2) jusqu'à la rentrée 1990. En effet cette année-là, pour pallier un manque d'élèves, elle dut se regrouper avec des écoles de communes voisines (Peyraube et Mouledous). Un regroupement a vu le jour avec une organisation par niveau, les « petits » débutant à Moulédous, les « moyens » se retrouvant à Peyraube et les « grands » préparant l'entrée en 6e à Sinzos. Depuis, la démographie ayant évolué, l'école comporte une vingtaine d'élèves à chaque rentrée.

### Manifestations culturelles et festivités
Fête du village : weekend du 11-Novembre, ainsi qu'une fête estivale (mi-juillet).

### Sports
Une randonnée balisée au départ de Sinzos : « le cassoulet » (petit chêne).

### Tourisme
Le village de Sinzos, par ses bois et son charme campagnard, est un site propice aux balades.
À proximité des bois de Sinzos se trouve le lac de l'Arrêt-Darré, retenue collinaire de plus de deux kilomètres de long qui permet de s'adonner à des promenades le long des berges (environ 10 km, entre bois et prairies).

## Économie

### Emploi
|                | 2008  | 2013  | 2018  |
| -------------- | ----- | ----- | ----- |
| Commune        | 4,3 % | 4,3 % | 5,8 % |
| Département    | 7,7 % | 9,4 % | 9,8 % |
| France entière | 8,3 % | 10 %  | 10 %  |

En 2018, la population âgée de 15 à 64 ans s'élève à 86 personnes, parmi lesquelles on compte 79,1 % d'actifs (73,3 % ayant un emploi et 5,8 % de chômeurs) et 20,9 % d'inactifs,. Depuis 2008, le taux de chômage communal (au sens du recensement) des 15-64 ans est inférieur à celui de la France et du département.
La commune fait partie de la couronne de l'aire d'attraction de Tarbes, du fait qu'au moins 15 % des actifs travaillent dans le pôle,. Elle compte 9 emplois en 2018, contre 17 en 2013 et 13 en 2008. Le nombre d'actifs ayant un emploi résidant dans la commune est de 66, soit un indicateur de concentration d'emploi de 13,7 % et un taux d'activité parmi les 15 ans ou plus de 62,3 %.
Sur ces 66 actifs de 15 ans ou plus ayant un emploi, 5 travaillent dans la commune, soit 8 % des habitants. Pour se rendre au travail, 93,9 % des habitants utilisent un véhicule personnel ou de fonction à quatre roues, 1,5 % s'y rendent en deux-roues, à vélo ou à pied et 4,5 % n'ont pas besoin de transport (travail au domicile).

### Activités
Le village de Sinzos ne possède pas à proprement parler de commerce. Néanmoins passe trois fois par semaine un service de boulangerie ambulant. La proximité des villages de Bordes (épicerie-café-presse-poste) et de Tournay (tous commerces + supermarché) fait qu'en aucun cas ce village ne paraît isolé.
Il existe plusieurs gîtes ruraux.

## Culture locale et patrimoine

### Lieux et monuments
- Église Saint-Martin de Sinzos, des XVIIe-XVIIIe siècles.

Sélection de vues de L'Église Saint-Martin en 2016.
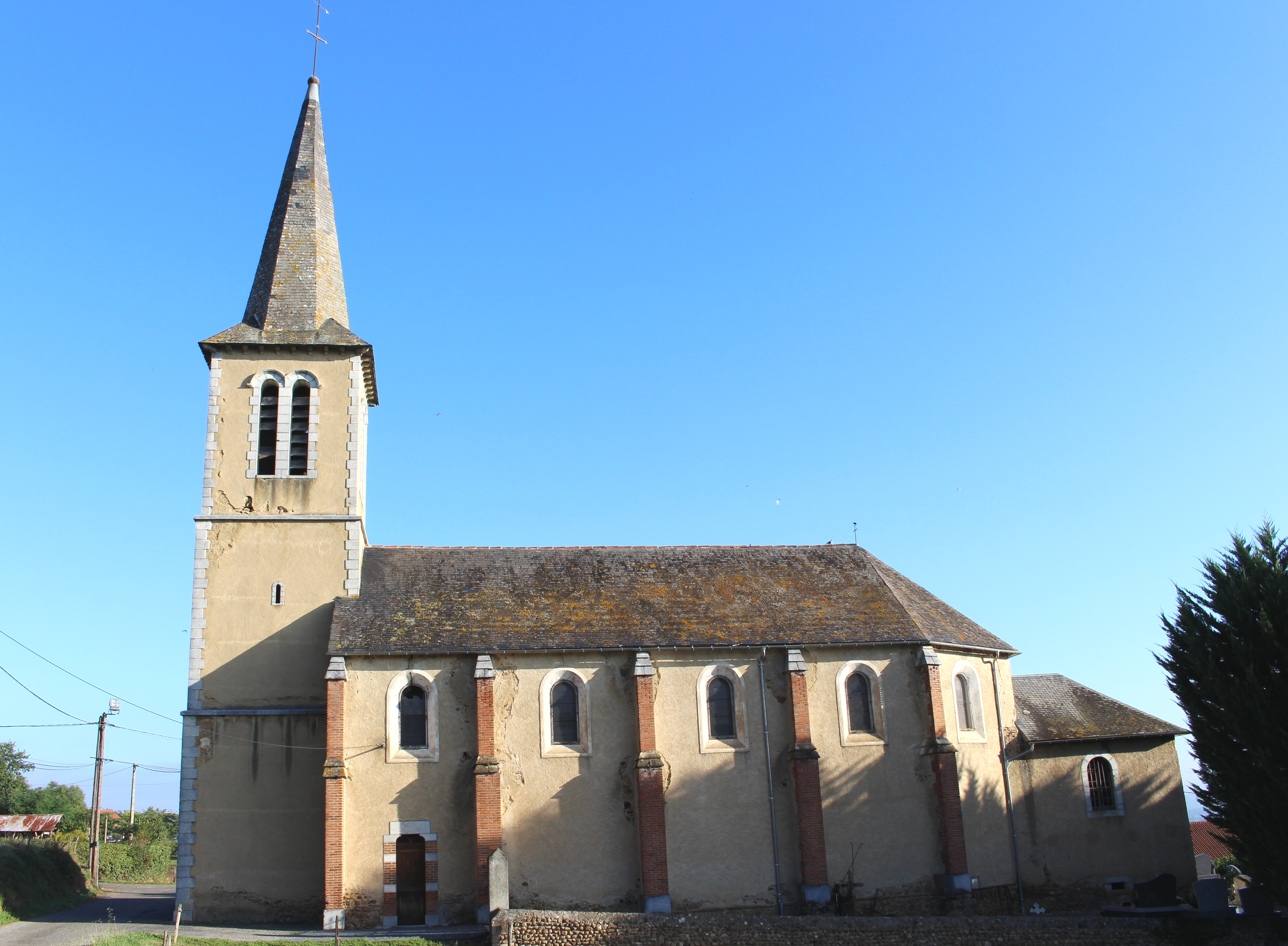
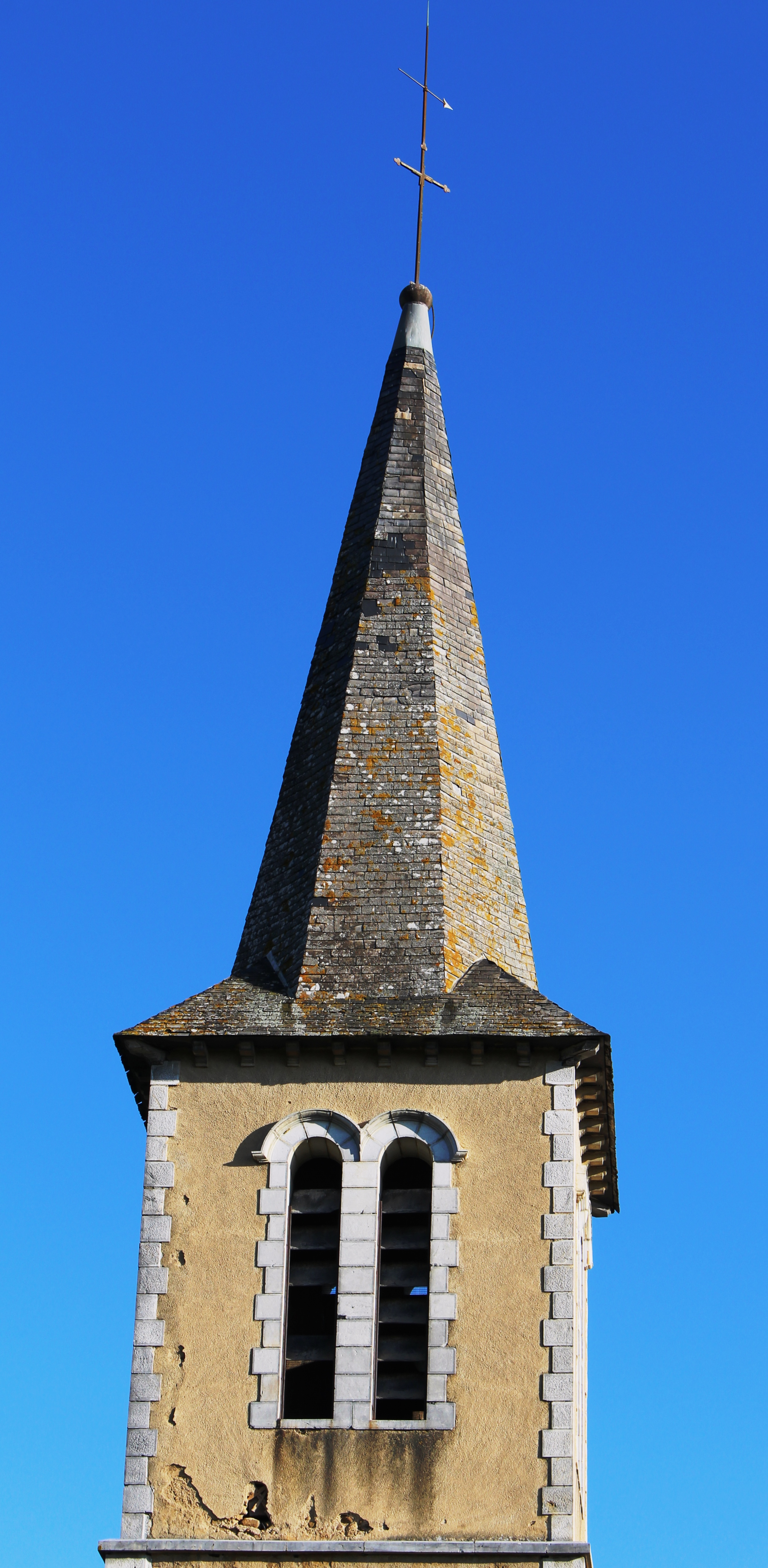
Le clocher.
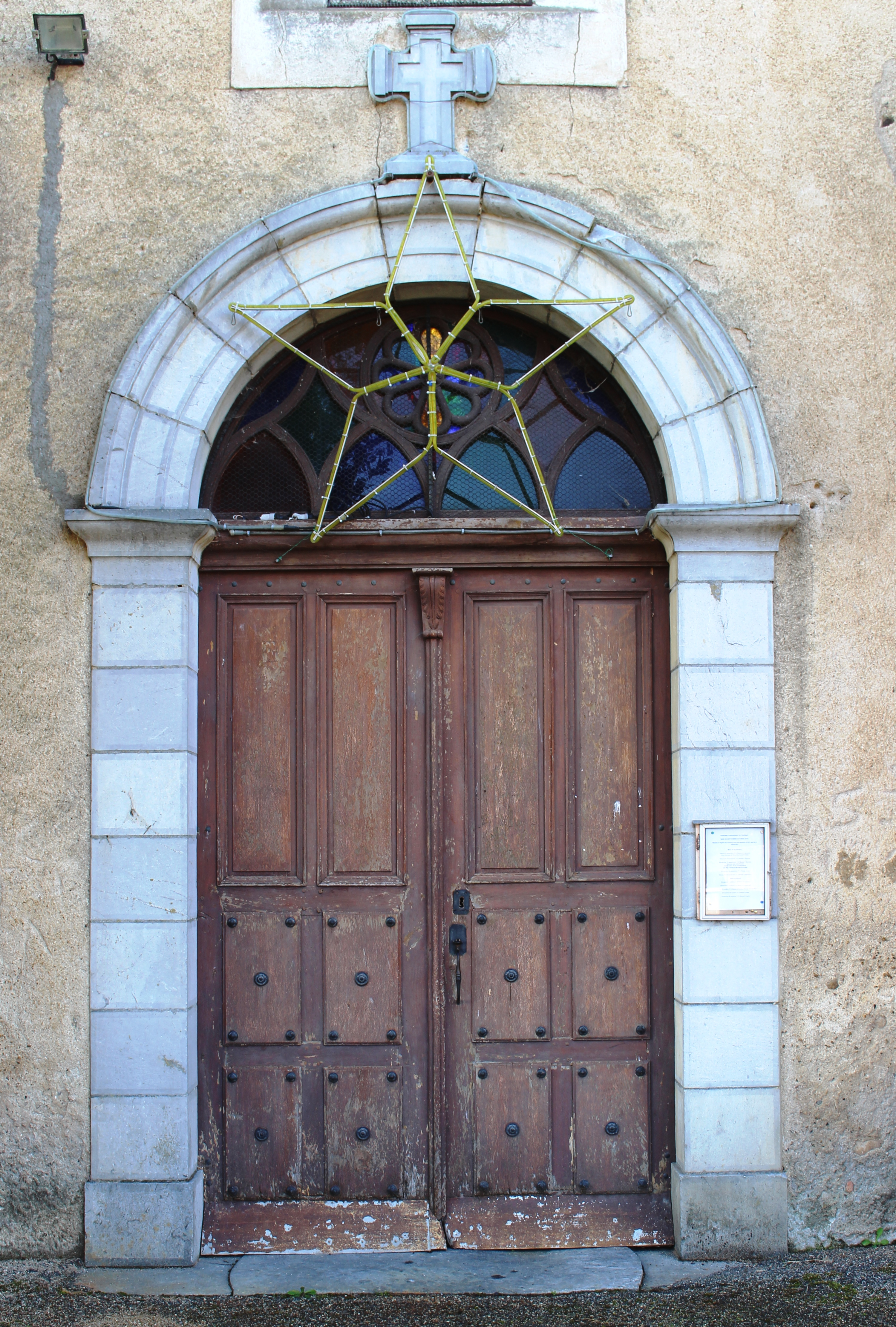
L'entrée.

### Personnalités liées à la commune
- Françoise Pawlak, artiste-peintre, a vécu pendant 10 ans à Sinzos[34].

## Voir aussi

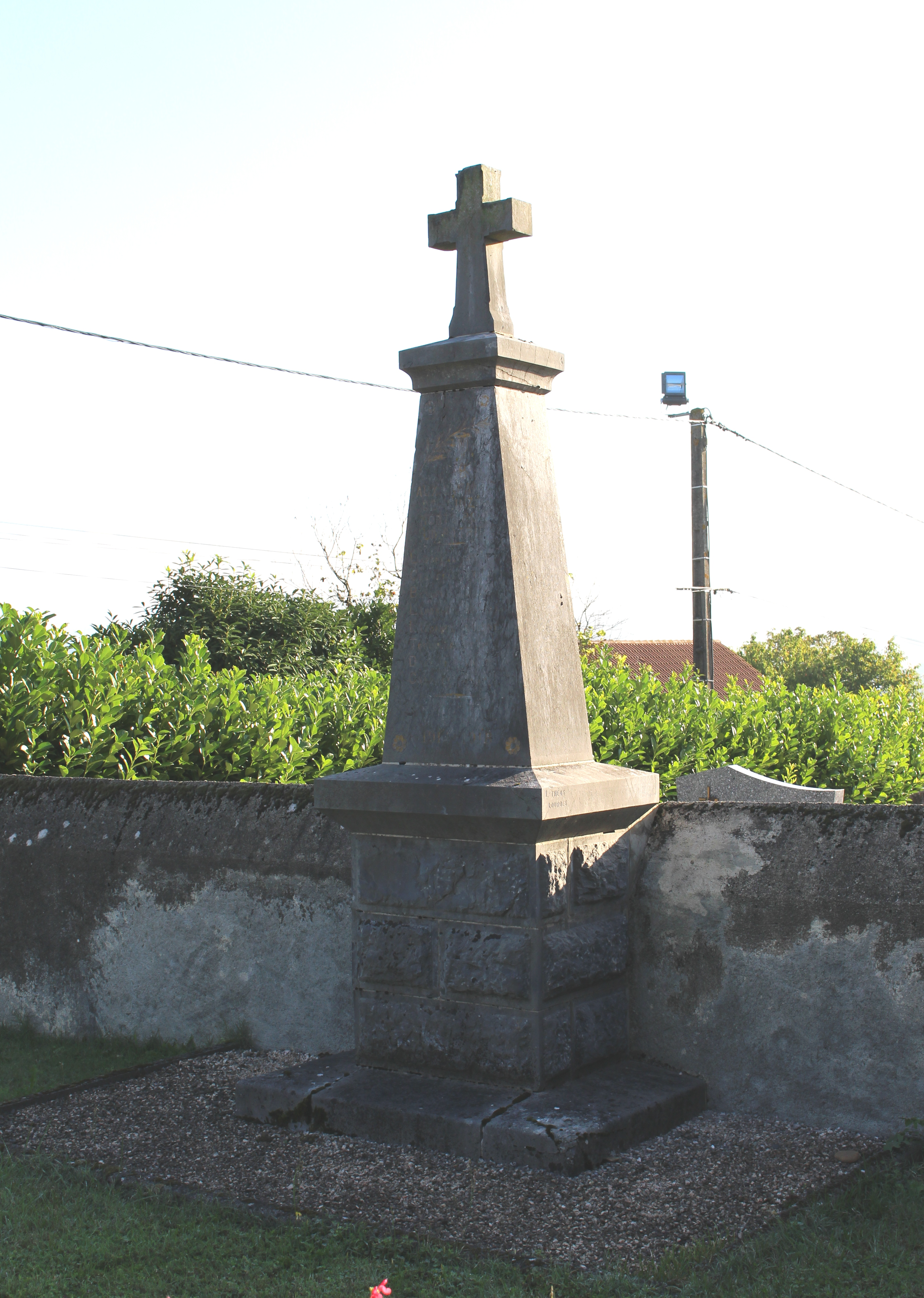
Le monument aux morts municipal.

### Héraldique
| Blason | Blasonnement : D'or à la fasce ondée d'azur, accompagnée en chef de deux fleurs de lys d'argent* et en pointe d'un cèpe au naturel sur une terrasse de sinople. |